# Purină
Purinele sunt compuși heterociclici cu azot, cu un schelet format dintr-un inel de pirimidină condensat cu un inel de imidazol. Aceștia îndeplinesc mai multe funcții în organism: formarea acizilor nucleici, formarea ATP-ului, GTP, NADH, coenzima A; mediația purinergică. 
Derivații hidroxi- ai purinelor:
- hipoxantină;
- xantină;
- acid uric;
- teobromină;
- cofeină.

Derivații amino ai purinelor:
- Adenină;
- Guanină;
- Izoguanină.